# Эррера, Мигель Анхель
Мигель Анхель Эррера Икуиха (исп. Miguel Ángel Herrera Equihua; род. 3 апреля 1989, Селая, Мексика) — мексиканский футболист, опорный полузащитник клуба «Леон» и сборной Мексики.

## Клубная карьера
Эррера — воспитанник клуба «Пачука». Для получения игровой практики в начале карьеры он выступал на правах аренды за клубы низших дивизионов «Тампико Мадеро» и «Титанес Тулансинго». 5 августа 2012 года в матче против «Керетаро» Мигель дебютировал в мексиканской Примере. 28 июля 2013 года в поединке против УАНЛ Тигрес Эррера забил свой первый гол за «Пачуку». В том же году он помог команде завоевать серебряные медали.

## Международная карьера
7 сентября 2014 году в товарищеском матче против сборной Чили Эррера дебютировал за сборную Мексики.
В 2015 году Мигель стал обладателем Золотого кубка КОНКАКАФ. На турнире он сыграл в матчах против сборных Кубы.

## Достижения
Международные
 Мексика
- Золотой кубок КОНКАКАФ — 2015